# III. Amenhotep és Ehnaton társuralkodása

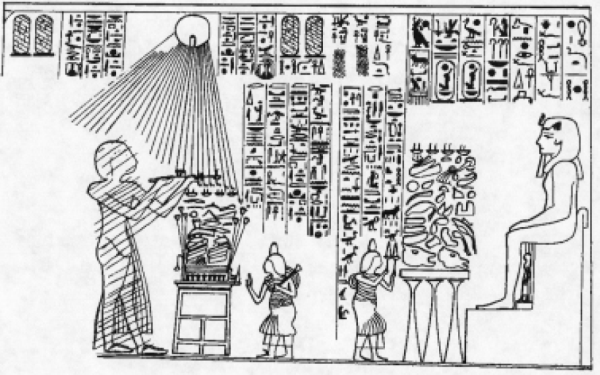
A két fáraó és a két különböző művészeti stílus Men és Bek sztéléjén

III. Amenhotep és Ehnaton társuralkodásának kérdése a késő XVIII. dinasztia történetének egyik legvitatottabb kérdése. Az, hogy volt-e társuralkodás III. Amenhotep és fia, IV. Amenhotep (a későbbi Ehnaton) között, és ha igen, hány évig állt fenn, kiemelkedő fontosságú a korszak kronológiájának felállításában. A rendelkezésre álló bizonyítékok többféleképpen is értelmezhetőek; egyes elméletek szerint Ehnaton tizenhét uralkodási évéből tizenkettőt apjával közösen uralkodva töltött, mások ennél jóval rövidebb időre, egy-két évre teszik a társuralkodást, a tudósok egy része pedig teljesen elveti az elméletet.
Az egyik dokumentum, ami mindig felmerül ebben a kérdésben, egy levél (EA27), ami az amarnai levéltárban maradt fenn. Tusratta, Mitanni királya írta, és utal benne a III. Amenhotep halálát követő gyászra. Az éppen a dátumnál megsérült szöveget rekonstruálták úgy is, hogy a 2. évre utal, és úgy is, hogy a 12.-re, ezenkívül az akkád kimr(um) szó, amit gyászként fordítottak, nem biztos, hogy ebben a szövegkörnyezetben így fordítandó.
Egy meidúmi graffitót értelmeztek annak bizonyítékaként, hogy III. Amenhotep társuralkodóvá nevezte ki fiát, azonban a felirat nem nevezi meg IV. Amenhotepet, csak annyit említ, hogy a fáraó apja örökébe emel valakit, ráadásul a szöveg olyannak tűnik, mintha a fáraó szokásos díszítő jelzői közül lenne egy. Az 5. uralkodási évben készült korábbi határkősztélék szövegén Ehnaton egymás mellett említi apját és nagyapját, ami arra utal, III. Amenhotep ebben az időben már ugyanúgy halott volt, mint IV. Thotmesz.
A karnaki Ámon-templom harmadik pülónján látható jelenet lehet egy rövidebb társuralkodás bizonyítéka. Itt III. Amenhotep mögött egy kisebb, mára kivakart, de felismerhetően királyi figura látható. Az alakok ábrázolásán már láthatóak az Amarna-stílus első jelei. A probléma az, hogy a kisebbik figura mögötti, kivakart kartusban nem férne el Ehnaton uralkodói neve, így lehetséges, hogy Tutanhamon korabeli betoldásról van szó az eredeti jelenetbe.
Tije királyné múmiája szintén egy lehetséges bizonyíték volt a hosszabb társuralkodás mellett. A Királyok völgye 35-ben talált ún. „Idősebb hölgy” múmiáról már régóta feltételezték, hogy az övé, ezt 2010-ben DNS-vizsgálat erősítette meg. Tijét III. Amenhotep egyik ún. emlékszkarabeusza már a 2. uralkodási évben említi, és tudni, hogy Ehnaton uralkodásának második felében még életben volt. Mivel III. Amenhotep legmagasabb ismert uralkodási éve a 38., Tijének házasságkötése után még csaknem ötven évig élnie kellett. A múmia egyik vizsgálata szerint Tije ötvenéves lehetett halálakor, ami valószínűbbé tenné a hosszabb átfedést III. Amenhotep és Ehnaton uralkodási évei között, a múmiák korának meghatározása azonban ritkán sikerül pontosan; a Királyok völgye 55 sírban talált múmiáról, amelyet ugyanekkor azonosított DNS-vizsgálat Ehnatonként, korábban azt tartották, túl fiatal ahhoz, hogy ő lehessen.
A társuralkodás hosszára több sírból is le lehet vonni következtetéseket. Elsőként magának III. Amenhotepnek a sírja említendő, ahol a fáraó nevét és benne Ámonét a szokásos módon írják, ellentétben azzal az írásmóddal, amivel később kerülték ki az üldözött isten nevének említését: a Nebmaatré uralkodói név ismétlésével a nomen helyett. Ez arra utal, hogy amikor Ámon üldözése megkezdődött, az idősebb király sírját már rég lezárták.
Tije királyné háznagya, Heruef thébai sírjának (TT192) egy rossz állapotban fennmaradt reliefjén IV. Amenhotep libációs áldozatot mutat be szüleinek. Korábbi feltételezések szerint az áldozatot a már elhunyt III. Amenhotep kapja, egy feltételezés szerint azonban még életben lehetett és istenítették, hasonlóan a szolebi templomban látható jelenetekhez. A sír díszítésének időrendje is figyelemre méltó. Amennyiben a sír külső helyiségének díszítése már azelőtt megkezdődött, hogy a belső helyiségeket kivájták volna – ahogy a thébai síroknál szokásban volt –, akkor IV. Amenhotep trónra lépésének, amit a bejáratnál ábrázolnak, meg kellett előznie III. Amenhotep szed-ünnepei közül még a legelsőt is, mert azt bentebb ábrázolják. Ennek ellentmondani látszik, hogy amikor félbeszakadtak a munkálatok a síron, a külső és belső helyiségek díszítése nagyjából egyforma mértékben volt befejezett, tehát a munkások eltértek a megszokott sorrendtől. Ezenkívül ha a hosszabb társuralkodást feltételezve a sír ábrázolásait egybevetjük az ugyanebben az időben máshol készült ábrázolásokkal, anakronisztikus eredményeket kapunk: a sírnak, melyben Aton még antropomorf alakjában szerepel, egy időben kellett volna készülnie IV. Amenhotep karnaki templomaival, ahol az isten már kiforrott alakjában, sugaras napkorongként szerepel. Ezenkívül kísérlet sem történt arra, hogy a fáraó nevét IV. Amenhotepről Ehnatonra írják át a falakon, az Ehnaton-korabeli ábrázolásokon prominens szerepet betöltő Nofertiti sincs még jelen a sírban, ráadásul több isten, köztük Ámon is, szerepel egy jeleneten, mely a kontextus alapján III. Amenhotep 37. évére datálható.

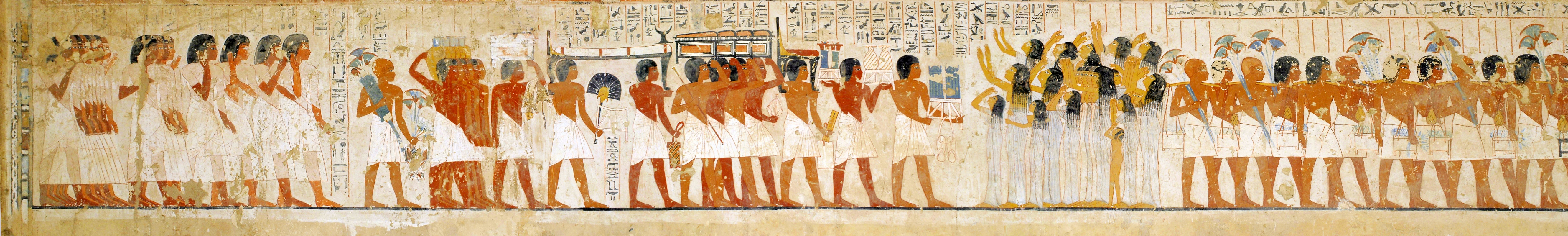
Ramosze sírja

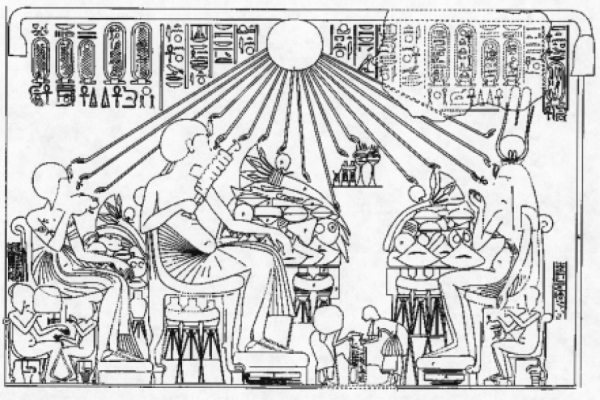
Lakoma Huja sírjában

Ramosze vezír thébai sírjában egyszerre van jelen a hagyományos és az Amarna-korra jellemző díszítési stílus, és IV. Amenhotepet mindkét stílusban ábrázolják. Ramosze halálát III. Amenhotep uralma utolsó évtizedének elejére teszik azzal az indoklással, hogy neve hiányzik a második és harmadik szed-ünnepre adományozók közül, sírjában pedig Ámon negyedik prófétájaként említenek egy Szimut nevű papot, aki a 34. év környékén már Ámon második prófétája lehetett (ez a datálás azonban csak közvetett bizonyítékokon alapszik).
Nemcsak a thébai, hanem az amarnai sírok közt is található olyan, amiről feltételezték, hogy a társuralkodásra utalhat. Tije királyné amarnai háznagya, Huja sírjában, a belső csarnokban található két jelenet, ezek egyike Ehnatont és Nofertitit ábrázolja gyermekeikkel, a másik pedig III. Amenhotepet Tije és Baketaton társaságában. Mivel III. Amenhotepen kívül mindannyiukról tudjuk, hogy ekkor még életben voltak, a jelenet azt látszik sugallni, hogy az idősebb fáraó is életben volt még. A holtak neve után szokásosan ott szereplő „igazhangú” kifejezést azonban az Amarna-korban az élők és holtak neve után egyaránt szereplő „örökké él” váltotta fel, ami lehetetlenné teszi annak eldöntését, hogy egy ábrázolt személy életben volt-e még a kép készültekor. Az Amenhotep társaságában ábrázolt Baketaton hercegnő korát is próbálták felhozni a hosszú társuralkodás melletti érvként, mert ábrázolásokon a hercegnő nagyjából Ehnaton lányaival látszik egyidősnek, de nem születhetett évekkel az apja halála után. Az ábrázolásokból azonban nem lehet teljes biztonsággal következtetni az ábrázolt személy életkorára, ráadásul az is felmerült már, hogy Baketaton nem is III. Amenhotep lánya.
Ezen a síron kívül több más leletet is próbáltak úgy értelmezni, hogy III. Amenhotep amarnai tartózkodására utal, köztük a nevével ellátott tálakat és boroskorsókat, valamint azt, hogy Ehnaton második lánya, a 12. uralkodási év körül meghalt Maketaton koporsóján mindkét fáraó kartusa szerepel. Ezek sem feltétlenül bizonyítékok, mert az edényeket lehet, hogy újrahasznosították, Amenhotep uralkodói nevének a Maketaton koporsóján szereplő fonetikus írásmódja pedig azt mutatja, hogy Ehnaton készíttette.
A jelenleg rendelkezésre álló adatok alapján az, hogy volt-e társuralkodás a két fáraó közt, nem dönthető el teljes bizonyossággal, de a társuralkodás-elmélet egyik kritikusa, Lawrence Berman megjegyzi, hogy az elmélet támogatói főként művészettörténészek voltak, a történészeket a rendelkezésre álló bizonyíték nem győzte meg, a művészeti változások értelmezéséhez pedig nem szükséges feltételeznünk a társuralkodást.